# Zrcalo
Zrcálo je optični element, ki odbija svetlobo. Njegova značilnost je, da se žarek od njega odbije po odbojnem zakonu, torej je kot med smerjo vpadnega žarka in pravokotnico na zrcalo enak kotu med odbitim žarkom in pravokotnico na zrcalo. Pri tem se gostota svetlobnega toka ohranja. V opisu z valovno optiko to pomeni, da zrcalo le spremeni smer potovanja valov, ki opisujejo žarke svetlobe.

## Zgodovina
Arheologi predvidevajo, da so bila prva ogledala izdelana iz raznih obdelanih naravno visoko odbojnih kamnin. O tem pričajo ena izmed najstarejših najdenih zrcal iz vulkanskega stekla, ki so jih našli v Anatoliji in jih umeščajo v leto 6000 pr. n. št. V naslednjih tisočletjih so zrcala izdelovali z obdelavo kovin, na primer bakra. Dokaze o takšnih zrcalih najdemo v Mezopotamiji in Egiptu. V istem časovnem obdobju, okoli leta 2000 pr. n. št, najdemo še zrcala iz obdelanih kamnin v Južni in Srednji Ameriki in bronasta zrcala na Kitajskem. Zrcala iz raznih zlitin, kot je bron, so redkejša, saj so bila zahtevnejša za izdelavo si jih je lahko privoščil le premožnejši sloj prebivalstva.
Kot prva zrcala. ki so uporabljala substrat in tanek kovinski nanos, se pojavljajo pozlačena steklena zrcala na območju današnjega Libanona približno v 1. st. n. št. Rimljani so to tehniko izdelave zrcal drastično pocenili, saj so kot kovinski nanos začeli uporabljati veliko cenejši svinec.
Različne oblike zrcal so proučevali že v antični Grčiji. Ptolemaj je tako izvedel več poskusov, kjer je uporabljal pološčena železna zrcala in s tem proučeval odboj svetlobe na planarnih, konveksnih in konkavnih zrcalih. Opise eksperimentov najdemo v njegovem delu Optika. Učinek paraboličnega zrcala ("toplotni žarek") naj bi uporabil Arhimed za zbiranje sončnih žarkov in zažiganje rimskega ladjevja. Kasnejše študiranje zrcal se je zgodilo šele v Srednjem veku v arabskih deželah, kjer je Ibn Sahl v 10. st. proučeval parabolična zrcala, Ibn al-Haitham pa konkavna in konveksna zrcala v cilindrični in krogelni geometriji.
V Evropi je razvoj zrcal dosegel razcvet šele v času renesanse, ko so razvili metodo za boljši nanos mešanice kositra in živega srebra na steklo. Kot evropski centri proizvodnje zrcal so se razvili Benetke, Francija, Bohemija in Nemčija. Zrcala so bila v tem obdobju znak premožnosti, saj so bila izjemno draga. Posrebrena zrcala je izumil Justus von Liebig leta 1835. Njegova zrcala so izdelovali z nanosom tanke plasti srebra na steklo s pomočjo kemijske redukcije srebrovega nitrata. Proces je bilo dokaj enostavno prilagoditi za masovno proizvodnjo, kar je zelo pocenilo proizvodnjo.
V današnjih časih nanašamo plast srebra (včasih tudi aluminija z vakuumsko depozicijo) z mokro depozicijo neposredno na steklo.

## Delovanje
Zrcalo sestavlja dielektričen substrat, ki je prozoren pri valovnih dolžinah, za katere zrcalo deluje, in omogoča enostavno loščenje. Na substrat nanesemo tanko plast kovine, ki poskrbi za odboj žarkov, značilen za zrcala.
Glavna značilnost kovine je, da ima proste naboje. Ko na njih vpade svetloba oziroma elektromagnetno valovanje, se  v njih vzbudi električni tok, ki je ravno v nasprotni fazi kot vpadno valovanje. Takšen tok vzpostavi elektromagnetno polje, ki se od vpadnega polja razlikuje le po predznaku. Kovina posledično ne prepušča svetlobe, od zrcala pa se odbije žarek z enako frekvenco in ravno obratno smerjo in predznakom 
{\textstyle {\vec {E_{izh}}}=-{\vec {E_{vp}}}}
  

Skupna električna poljska jakost na drugi strani kovine je seštevek obeh, kar je enako 0, kar pojasni, zakaj na drugi strani zrcala nimamo električnega polja. Iz ohranitve energije sledi, da se je odbila vsa energija valovanja. Na strani zrcala, kjer je predmet, pa si lahko pomagamo z variacijskim načelom, ki pravi, da svetloba od točke A do točke B vedno potuje po najkrajši poti. Predstavljajmo si splošen primer, kjer svetloba vpada pod kotom α in se odbije pod kotom β. Pot, ki jo svetloba prepotuje, je
{\textstyle l={\sqrt {y_{1}^{2}+x^{2}}}+{\sqrt {y_{2}^{2}+(L-x)^{2}}}}
Pot bo najkrajša, ko bo odvod poti po x enak 0
{\textstyle {\frac {dl}{dx}}=0={\frac {x}{\sqrt {y_{1}^{2}+x^{2}}}}-{\frac {L-x}{\sqrt {y_{2}^{2}+(L-x)^{2}}}}}
V obeh členih prepoznamo kosinusa ustreznih kotov. Enačba je izpolnjena le v primeru, če velja odbojni zakon
{\textstyle \alpha =\beta }
Vpadni in odbojni kot sta torej vedno enaka, iz ohranitve energije pa sledi, da sta enaki tudi jakosti polj v obeh žarkih.

## Oblike zrcal
V grobem ločimo 3 oblike zrcal, glede na njihov karakterisitični polmer:
- Primer potovanja žarkov pri konkavnem zrcalu za a<f. Slika je navidezna. Prirejeno po [16]ravno ali planarno zrcalo ima neskončen polmer in ustvarja navidezno sliko
- razpršilno, izbočeno ali konveksno ima negativen polmer in negativno goriščno razdaljo ter ustvarja navidezno sliko
- zbiralno, vbočeno ali konkavno ima pozitiven polmer in goriščno razdaljo ter lahko ustvari navidezno sliko, če je predmet postavljen med zrcalo in gorišče, ali realno sliko, če je predmet postavljen dlje od gorišča.Pri ravnem zrcalu se žarki odbijejo pod kotom enakim vpadnemu kotu. Slika je navidezna in nastane na enaki razdalji kot predmet. Vir: [15]

Pri obravnavi zrcal je treba poznati njihovo goriščno razdaljo, saj ta pove vse, kar je treba vedeti pri preslikavah predmetov in nastanku slik. Gorišče sistema je definirano z žarkom, ki je vzporeden s simetralo optičnega sistema. Takšen žarek se po definiciji odbija skozi gorišče. Iz tega dobimo zvezo
Za zrcalo velja enačba leče, dokler se obravnava obosne žarke, torej žarke, katerih odmik od simetrale je majhen napram ukrivljenosti zrcala.
Povezana sta tudi razmerje med velikostjo predmeta in slike (P in S), ter oddaljenosti od zrcala a in b.
{\displaystyle {\frac {P}{a}}={\frac {S}{b}}}
S pomočjo teh relacij se lahko za vse količine izračuna, kakšna bo slika v odvisnosti od lege predmeta, torej ali bo slika realna ali virtualna, in kakšna bo njena velikost.

## Izdelava
Zrcala se izdeluje tako, da se na primeren substrat nanese plast neke kovine z visoko odbojnostjo. Najpogosteje se uporablja steklo, saj je prozorno pri vidnih valovnih dolžinah svetlobe. Poleg tega ga je enostavno izdelati, ima primerno trdnost in ga je enostavno obdelovati. Odbojna plast je nanešena na zadnjo stran stekla, saj jo s tem zavarujemo pred poškodbami in korozijo. Po navadi ga še dodatno zavarujemo z druge strani z raznimi prevlekami, na primer barvo.

## Uporaba
Zrcala že dolgo služijo kot pripomočki v vsakodnevnem početju, kot je urejanje videza. Prav tako imajo okrasno vlogo v naših domovih, v preteklih stoletjih pa so služili tudi kot statusni simbol. Konkavna zrcala sliko povečajo, kar je seveda zelo uporabno pri ličenju in tudi drugih uporabah.
Najpomembnejša moderna uporaba zrcal je v raznih optičnih sistemih kot sredstvo za preusmerjanje svetlobe.

### Teleskopi
Poznamo več tipov teleskopov, to so: Refraktorski, reflektorski in kromatični teleskopi. Refraktorski teleskop uporablja sistem leč za preslikavo predmeta do očesa, reflektorski in kromatični teleskop pa uporabljata zrcala, zato se osredotočimo na njiju.

#### Reflektorski teleskop
Reflektorski teleskop izrablja ogledalo, ki je rahlo ukrivljeno, in zbere kolimirane žarke iz neskončnosti na drugem manjšem zrcalu. Obstajata dve izvedbi. V teleskopu newtonske geometrije se žarki ne prekrižajo, medtem ko se v teleskopu gregorijanske geometrije prekrižajo na poti od večjega k manjšemu zrcalu. To v naših očeh ravno obrne sliko.
Takšni teleskopi se uporabljajo predvsem v večjih teleskopskih sistemih, saj je lažje izdelati velika zrcala kot pa velike leče. Vsi vesoljski in tudi največji teleskopi na Zemlji izrabljajo ta princip.

#### Kromatični teleskop
Kromatični teleskopi uporabljajo kombinacije leč in zrcal. Takšna kombinacija je dobra, saj se tako znebimo velikih aberacij, ki se pojavijo zaradi velikosti optičnih elementov. Tako dobimo večje zorno polje brez aberacij.
V teleskop skozi posebne leče pridejo žarki, ki vpadejo na zrcalo v zadnjem delu teleskopa. Ta žarke odbije nazaj na manjše zrcalo, ki zastira glavno odprtino teleskopu, to zrcalo pa odbije žarke v okular, skozi katerega gledamo.

### Fotoaparati
V fotoaparatu polprepustno zrcalo preusmeri majhen del vpadne svetlobe, ki jo nato še eno zrcalo preusmeri v odprtino, skozi katero lahko vidimo, kakšna bo slika. Preostali del svetlobe, ki je zrcalo ni preusmerilo, vpade na detektor svetlobe, kjer se zabeleži intenziteta in iz česar procesorji naredijo sliko.

### Laser
V laserjih sta navadno dve zrcal obrnjeni eden proti drugemu, kar omogoča večkraten odboj svetlobe. Takšno postavitev imenujemo resonator. Zaradi značilnosti ojačevalnega sredstva med zrcali se svetloba pod vplivom zunanjega črpalnega žarka ojači. Ker je eno od zrcal delno prepustno, se del ojačene svetlobe ne odbije in izhaja iz resonatorja v obliki laserskega snopa.